# Ferran (Name)
Ferran ist ein katalanischer männlicher Vorname, der auch als Familienname auftritt. Eine an die spanische Orthographie angepasste Schreibvariante des Namens ist Ferrán.
Ferran ist die katalanische Form eines westgotischen Namens, der im Deutschen Ferdinand lautet (siehe dort zu Herkunft und Bedeutung).

## Namensträger

### Vorname
- Ferran Adrià (* 1962), spanischer Koch und Gastronom
- Ferran Corominas (* 1983), spanischer Fußballspieler
- Ferran Cruixent (* 1976), spanischer Komponist und Pianist
- Ferran Fabra i Puig (1866–1944), spanischer Ingenieur, Politiker und Unternehmer
- Ferran García Sevilla (* 1949), spanischer Maler
- Ferran Marín i Ramos (* 1974), spanischer Autor
- Ferran Martínez (* 1968), spanischer Basketballspieler
- Ferran Olivella (1936–2023), spanischer Fußballspieler
- Ferran Pol (* 1983), andorranischer Fußballspieler
- Ferrán Solé (* 1992), spanischer Handballspieler
- Ferran Sunyer i Balaguer (1912–1967), spanischer Mathematiker
- Ferrán Terra (* 1987), spanischer Skirennläufer

### Familienname
- Augusto Ferrán (1835–1880), spanischer Dichter
- Ferrer Ferran (* 1966), Pianist, Komponist und Dirigent aus Valencia
- Gil de Ferran (1967–2023), brasilianischer Automobilrennfahrer
- Jaume Ferran i Clua (1851–1929), spanischer Arzt und Bakteriologe
- Kim Ferran (* 1958), britische Eisschnellläuferin
- Léonie Ferran (* 1990), französische Skibergsteigerin
- Oscar González-Ferrán (1933–2014), chilenischer Vulkanologe
- Pascale Ferran (* 1960), französische Filmregisseurin und Drehbuchautorin
- Patsy Ferran (* 1989), spanisch-britische Schauspielerin
- Pau Ferran († 1649), frühneuzeitlicher Ritter und Mäzen aus Barcelona